# Менелай (математик)
Вижте пояснителната страница за други личности с името Менелай.
Менелай (на латински: Menélaos) е древногръцки математик и астроном. Автор на работи по сферическа тригонометрия: 6 книги за изчисляване на хорди и 3 книги „Сферика“ са се съхранили и до днес в арабски превод. Арабски автори споменават също и за негова книга по хидростатика.

## Биография
Роден е около 70 година в Александрия, Египет. Вероятно след младежките си години той се мести от Александрия в Рим. Пап и Прокъл го наричат Менелай от Александрия.
Плутарх пише за един негов разговор с Луций. Около 98 г. Менелай прави астрономически наблюдения в Рим, както пише Клавдий Птолемей. Освен това той доказва наречената на него Теорема на Менелай.
Умира около 140 година в Рим.

## Признание
- Лунният кратер Менелай е наречен в негова чест.

## Произведения
- „Сферика“ (Sphaerica) е единственото негово запазено произведение, преведено в началото на 10 век на арабски и еврейски език;
- „Елементи на геометрията“;
- „Книга на триъгълниците“.